# Barichneumon soror
Barichneumon soror là một loài tò vò trong họ Ichneumonidae.